# 幸手放水路

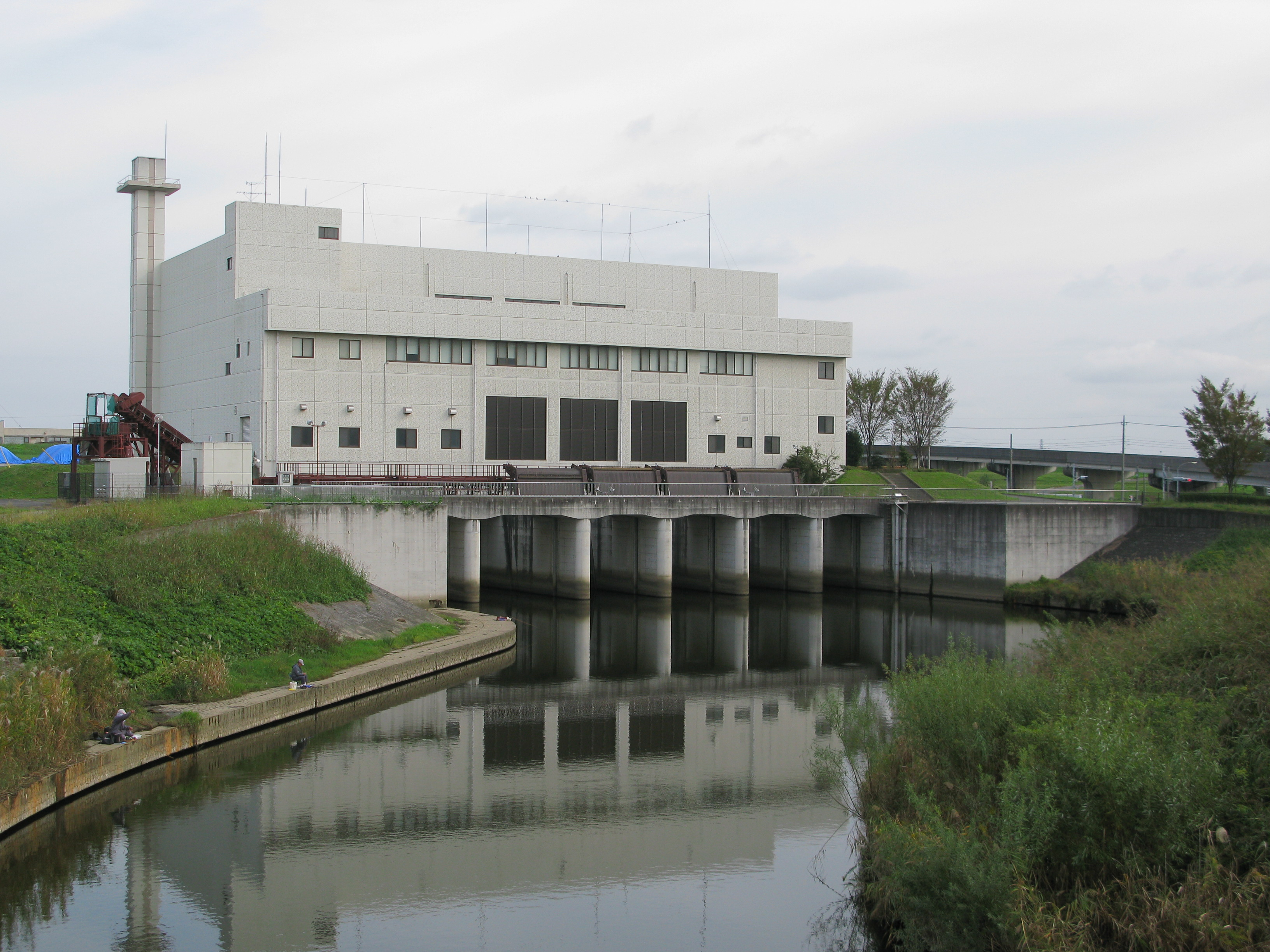
中川上流排水機場

幸手放水路（さってほうすいろ）は、埼玉県幸手市に設けられた中川から江戸川への放水路である。中川上流放水路とも称する。

## 概要
中川上流域の流下能力を増強させるため中川・江戸川間を連結する放水路として1999年（平成11年）に埼玉県により設けられた。江戸川への放水地点に設けられた中川上流排水機場は、スーパー堤防上に設置されている（水路はスーパー堤防内を樋管にて流下する）。幸手放水路は中川上流放水路という別称を持つ。また、この幸手放水路は釣り場として釣り人に知られている。
流路周辺は主として工業団地となっている。また、一部は水田などの農地周辺を流下する。ほぼ全区間直線的な流路を持つ。流路の詳細に関しては下記の流路節を参照されたい。

## 流路
- 起点：中川（幸手市大字上宇和田）
- 幸手市大字上宇和田にて中川より分水する。分水後、大字上宇和田の北東部を東北東へ流下する。
- 大字惣新田の北部を東北東へ流下する。途中、「浅間橋」の東側にて幸手放水路の下を中島用悪水路が伏せ越す。
- 大字惣新田の北東部に設けられた中川上流排水機場より、流路は樋管（暗渠）となる。
- 江戸川の土手を幸手樋管として流下した後、江戸川河川敷内にて開渠となり、流域は大字西関宿となる。
- 大字西関宿にて北方より流下してくる江戸川へと至り、合流・終点となる。
- 終点：江戸川

## 橋梁
- 古浅間橋
- （国道4号春日部古河バイパス）
- 浅間橋
- 幸手樋管（埼玉県道268号西関宿栗橋線）

## 周辺の施設
- 宇和田公園
- 中島用悪水路の伏越
- 埼玉県中川上流排水機場